# Rettel
Rettel – miejscowość i gmina we Francji, w regionie Grand Est, w departamencie Mozela.
Według danych na rok 1990 gminę zamieszkiwały 634 osoby, a gęstość zaludnienia wynosiła 92 osób/km² (wśród 2335 gmin Lotaryngii Rettel plasuje się na 520. miejscu pod względem liczby ludności, natomiast pod względem powierzchni na miejscu 842.).